# UFC 21
UFC 21: Return of the Champions fue un evento de artes marciales mixtas celebrado por Ultimate Fighting Championship el 16 de julio de 1999 en el Five Seasons Events Center, en Cedar Rapids, Iowa, Estados Unidos.

## Historia
UFC 21 marcó importantes cambios en las reglas por el Consejo de la Comisión de Artes Marciales Mixtas: los combates preliminares tenían ahora dos rondas con cinco minutos, las peleas principales de las tarjetas tres rondas de cinco minutos y los combates de campeonato fueron cinco rondas de cinco minutos.

## Resultados
| Tarjeta principal | Tarjeta principal | Tarjeta principal | Tarjeta principal | Tarjeta principal                            | Tarjeta principal | Tarjeta principal | Tarjeta principal |
| Categoría         |                   |                   |                   | Método                                       | Ronda             | Tiempo            | Notas             |
| ----------------- | ----------------- | ----------------- | ----------------- | -------------------------------------------- | ----------------- | ----------------- | ----------------- |
| Peso wélter       | Pat Miletich (c)  | derr.             | Andre Pederneiras | TKO (parada médica)                          | 2                 | 2:20              |                   |
| Peso pesado       | Travis Fulton     | derr.             | David Dodd        | Decisión (unánime)                           | 2                 |                   |                   |
| Peso pesado       | Andre Roberts     | derr.             | Ron Waterman      | KO (golpe)                                   | 1                 | 2:51              |                   |
| Peso medio        | Eugene Jackson    | derr.             | Royce Alger       | KO (golpe)                                   | 2                 | 1:17              |                   |
| Peso pesado       | Tsuyoshi Kohsaka  | derr.             | Tim Lajcik        | TKO (parada del equipo - conmoción cerebral) | 2                 | 5:00              |                   |
| Peso medio        | Paul Jones        | derr.             | Flavio Luiz Moura | Sumisión (rear naked choke)                  | 1                 | 4:21              |                   |
| Peso semipesado   | Jeremy Horn       | derr.             | Daiju Takase      | TKO (golpes)                                 | 1                 | 4:42              |                   |
| Peso pesado       | Maurice Smith     | derr.             | Marco Ruas        | TKO (parada del equipo)                      | 1                 | 5:00              |                   |